# Station Bojary
Station Bojary is een spoorwegstation in de Poolse plaats Bojary.